# Vagn Aage Bangsborg

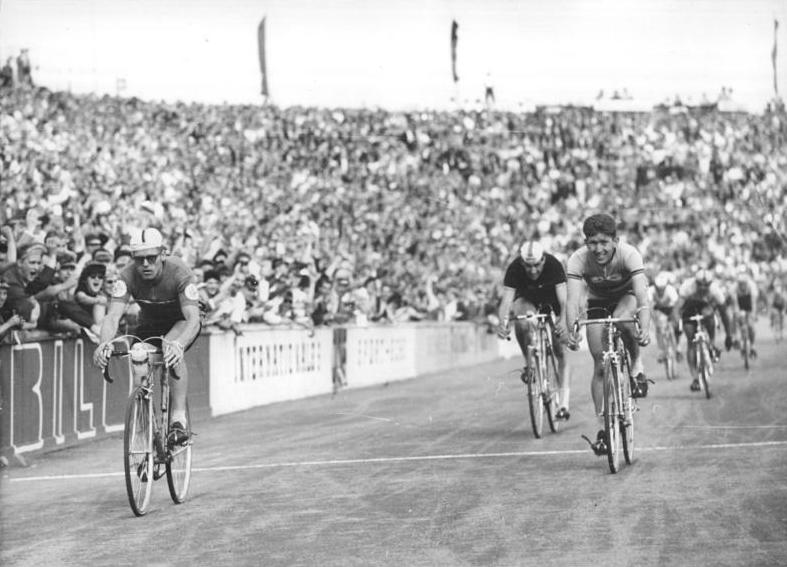
von links: Gustav-Adolf Schur, Vagn Bangsborg und Jean-Baptiste Claes

Vagn Aage Bangsborg (* 28. Mai 1936 in Slagelse) ist ein ehemaliger dänischer Radrennfahrer.

## Sportliche Laufbahn
Bangsborg war Straßenradsportler. Sein erster größere Erfolg war der Sieg im traditionsreichen Roskilde-Rennen (Stjerneløbet) 1957. 1958 gehörte er der dänischen Nationalmannschaft an, die bei der Internationalen Friedensfahrt startete. Auch im folgenden Jahr 1959 fuhr er diese Rundfahrt und wurde 11., sein bestes Ergebnis bei vier Starts war der vierte Rang 1960, 1961 belegte er den 5. Platz des Gesamtklassements. Im Straßenrennen um die Nordische Meisterschaft kam er als Zweiter hinter dem Schweden Göran Karlsson ins Ziel; mit dem dänischen Team gewann er das Mannschaftszeitfahren. Letzteres gelang ihm 1964 nochmals. Mit der Schweden-Rundfahrt konnte er 1959 ein internationales Etappenrennen gewinnen. In der Tour de l’Avenir 1961 wurde er als 31. bester dänischer Fahrer.
1961 fuhr er auch die Tour de l’Avenir, konnte diese aber nicht beenden. Bangsborg startete für die Vereine Slagelse CR und FIX Rødovre.
Sein wohl größter Erfolg war der Gewinn der Silbermedaille bei den UCI-Straßen-Weltmeisterschaften 1962 im Mannschaftszeitfahren hinter Italien. Er war Mitglied des Straßenvierers bei den Olympischen Sommerspielen 1960 in Rom, als sein Teamkollege Knud Enemark Jensen nach etwa 20 Kilometern im Mannschaftszeitfahren zusammenbrach und kurz darauf starb.